# Ramón Nivar
Ramón A. Nivar (nacido el 22 de febrero de 1980 en San Cristóbal) es un ex jardinero central dominicano que jugó en la Liga Mayor de Béisbol.
Nivar fue firmado original como amateur por los Rangers de Texas en 1998. En el año 2003 con el equipo Doble-A Frisco RoughRiders, bateó .347 y fue seleccionado segundo equipo All-Star de liga menor de Baseball America, segunda base All-Star de la Texas League y Jugador del Año de Ligas Menores en la Texas League. También jugó para el equipo Mundial en el Juego de Futuras Estrellas 2003.
Nivar hizo su debut en las Grandes Ligas el 30 de julio de 2003 con los Rangers contra los Medias Rojas de Boston como un reemplazo defensivo en el noveno inning. Jugó en 28 partidos con los Rangers esa temporada, bateando .211 en 90 turnos al bate. Después de jugar en siete partidos más en 2004 fue cambiado a los Orioles de Baltimore en marzo de 2005, apareciendo en siete juegos con los Orioles esa temporada.
Antes de 2006, Nivar firmó un contrato de ligas menores con los Cardenales de San Luis, pero no hizo el roster del equipo. Jugó algunos partidos con el equipo independiente York Revolution en 2007 y luego firmó un contrato de ligas menores con los Padres de San Diego al final de la temporada.
Nivar fue liberado durante los entrenamientos de primavera de 2008. Más tarde, jugó en la Can-Am League para el equipo New Jersey Jackals y terminó la temporada con los Osos de Newark de la Liga  del Atlántico, donde bateó .327.
En 2009, Los Angeles Dodgers firmaron a Nivar con un contrato de ligas menores y lo asignaron al equipo Doble-A, Chattanooga Lookouts. El 4 de mayo de 2010, Ramón fue ascendido a Triple-A donde jugó para Albuquerque Isotopes.
Nivar fue un bateador de .223 hits en 42 juegos de Grandes Ligas, incluyendo 13 carreras anotadas, 12 impulsadas y 5 bases robadas sin jonrones.